# Synema pluripunctatum
Synema pluripunctatum är en spindelart som beskrevs av Mello-Leitao 1929. Synema pluripunctatum ingår i släktet Synema och familjen krabbspindlar. Inga underarter finns listade i Catalogue of Life.